# Уденафил
Уденафил (лат. Udenafil) — лекарственное средство, предназначенное для лечения эректильной дисфункции, то есть неспособности достичь и сохранить эрекцию, необходимую для совершения полового акта. Он принадлежит к классу препаратов, называемых селективные ингибиторы цГМФ-специфической фосфодиэстеразы типа 5 (ФДЭ5), к которому относятся многие другие препараты для лечения эректильной дисфункции, такие как Аванафил, Силденафил, Тадалафил, Варденафил. Он был разработан фармкомпанией Dong-A Pharmaceutical Co. (Республика Корея) и продаётся под торговым названием Зидена. Максимальная концентрация в плазме крови достигается через 1,0 — 1,5 часа, период полураспада от 11 до 13 часов (относительно быстрое начало и большая продолжительность действия), применяется однократно. Типичные дозы 100 и 200 мг. Уденафил доступен в Корее, России и Филиппинах. Для использования в Соединённых Штатах Уденафил не получал одобрения от FDA.

## Противопоказания
Одновременный прием нитратов и других донаторов оксида азота. Препарат не предназначен для применения в возрасте до 18 лет. 
Пациенты, перенёсшие в течение последних 6 месяцев инсульт, инфаркт миокарда или аортокоронарное шунтирование; пациенты с тяжёлой печёночной или почечной недостаточностью.

## Побочные эффекты
Часто: приливы крови к лицу, покраснение глаз, диспепсия, дискомфорт в области живота, заложенность носа, головная боль, дискомфорт в груди, ощущение жара. Иногда: головокружение, затуманенное зрение, боль в глазах, повышенное слезотечение, боль в груди, боль в животе, усталость, жажда, отёк век, лица, крапивница.

## Передозировка
При однократном приёме препарата в дозе 400 мг нежелательные явления были сопоставимы с наблюдавшимися при приеме уденафила в более низких дозах, но встречались чаще. Лечение симптоматическое. Диализ не ускоряет выведение уденафила.